# Alí ibn al-Athir
Izz-ad-Din Abu-l-Hàssan Alí ibn Muhàmmad ibn Abd-al-Karim ibn al-Athir al-Jazarí, més conegut com a Alí ibn al-Athir, com a Izz-ad-Din ibn al-Athir o, senzillament, com a Ibn al-Athir (àrab: عز الدین بن الاثیر, ʿIzz ad-Dīn ibn al-Aṯīr) (1160-1233) fou un historiador àrab musulmà nascut a Cizre (actualment a Turquia). Va viure generalment a Mossul, però va visitar sovint Bagdad i després també va residir a Alep i Damasc.
La seva principal obra és una història universal anomenada Al-kàmil fi-t-tarikh (Història completa). Destaca també el seu llibre Usd al-ghaba fi màrifa as-Sahaba (Els lleons de la selva en el bon coneixement dels Companys [del profeta Muhàmmad]).